# Douglas dans la lune
Douglas dans la lune (Reaching for the Moon) est un film américain réalisé par John Emerson, sorti en 1917. 

## Fiche technique
- Titre original : Reaching for the Moon
- Réalisation :  John Emerson
- Société de production : Douglas Fairbanks Pictures
- Durée : 1 heure 9 minutes
- Date de sortie : 
  - États-Unis : 17 novembre 1917

## Distribution
- Douglas Fairbanks : Alexis Caesar Napoleon Brown
- Eileen Percy
- Richard Cummings
- Millard Webb
- Eugene Ormonde
- Frank Campeau
- Bull Montana
- Charles Stevens
- Erich von Stroheim